# Budești, Iași
Budești este un sat în comuna Mogoșești din județul Iași, Moldova, România.